# Поля (Псковская область)
Поля — деревня в Карамышевской волости Псковского района Псковской области России.
Расположена в 11 км к востоку от села Карамышево и в 48 км к востоку от центра города Пскова.
Численность населения деревни по состоянию на 2000 год составляла 16 человек.
До 1 января 2010 года деревня входила в состав ныне упразднённой Выставской волости.